# Delminichthys ghetaldii
Delminichthys ghetaldii är en fiskart som först beskrevs av Franz Steindachner 1882.  Delminichthys ghetaldii ingår i släktet Delminichthys och familjen karpfiskar. IUCN kategoriserar arten globalt som sårbar. Inga underarter finns listade i Catalogue of Life.